# Three Hummock Island
Three Hummock Island är en ö i Australien. Den ligger i delstaten Tasmanien, i den sydöstra delen av landet, omkring 340 kilometer nordväst om delstatshuvudstaden Hobart. Arean är 71 kvadratkilometer. Den sträcker sig 10,6 kilometer i nord-sydlig riktning, och 11,5 kilometer i öst-västlig riktning.
I omgivningarna runt Three Hummock Island växer i huvudsak blandskog. Genomsnittlig årsnederbörd är 1 167 millimeter. Den regnigaste månaden är augusti, med i genomsnitt 187 mm nederbörd, och den torraste är februari, med 28 mm nederbörd.